# Dojč
Dojč és un poble i municipi d'Eslovàquia que es troba a la regió de Trnava, a l'oest del país.

## Història
La primera menció escrita de la vila es remunta al 1392.

## Demografia
| Godina             | 1994 | 2004   | 2014   | 2024    |
| ------------------ | ---- | ------ | ------ | ------- |
| Nombre de persones | 1157 | 1241   | 1249   | 1380    |
| Diferència         |      | +7,26% | +0,64% | +10,48% |

| Godina             | 2023 | 2024   |
| ------------------ | ---- | ------ |
| Nombre de persones | 1363 | 1380   |
| Diferència         |      | +1,24% |